# John Wood, el Joven

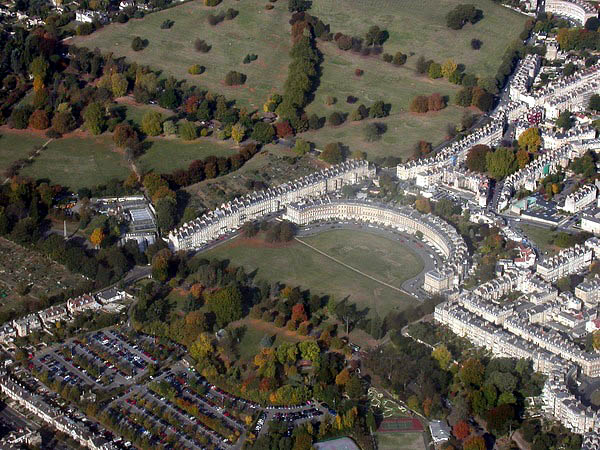
Vista aérea del Royal Crescent - Bath

John Wood, el Joven (25 de febrero de 1728 – 18 de junio de 1782) fue un arquitecto inglés, que trabajó principalmente en la ciudad de Bath, Somerset. Era el hijo del arquitecto John Wood, el Viejo. Sus diseños fueron muy influyentes durante el siglo XVIII y el Royal Crescent es considerado uno de los mejores ejemplos de estilo georgiano de arquitectura Neo-Clásica en gran Bretaña.

## Trayectoria

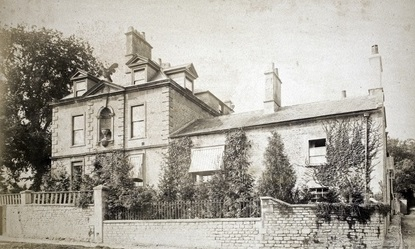
Eagle House, Batheaston

John Wood nació en 1728, el año en que su padre se mudó a Bath, y fue bautizado en la Bath Abbey. Fue entrenado por su padre y, cuando era joven, trabajó en varios de los proyectos de su padre, como el Ayuntamiento de Liverpool. En 1752 o principios de 1753 se casó con Elizabeth Brock. Tuvieron dos hijos juntos y al menos ocho hijas.
Wood murió en Eagle House, Batheaston (su hogar en años anteriores) el 16 de junio de 1781 y fue enterrado junto a su padre en el presbiterio de la iglesia de Santa María, de Swainswick. Estaba profundamente endeudado, en parte debido a las condiciones financieras relacionadas con las especulaciones de construcción anteriores de su padre.

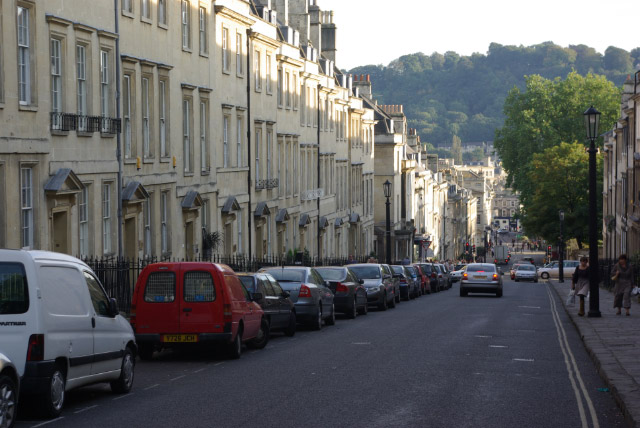
Gay Street Bath

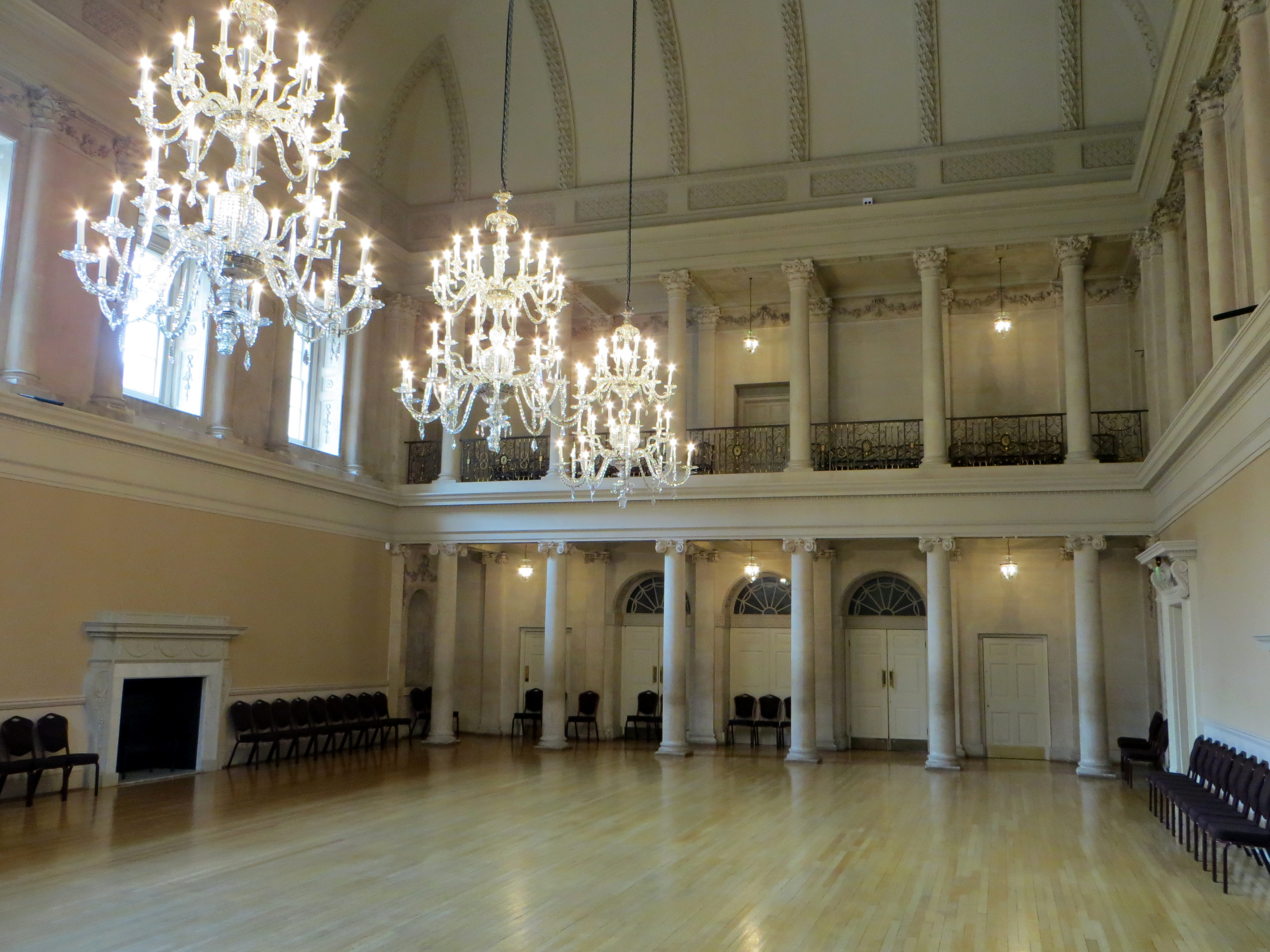
Assembly Rooms, Bath. The Tea Room

## Trabajos
Wood comenzó su carrera independiente desarrollando y ampliando el trabajo de su padre en Bath. Su primer gran proyecto 

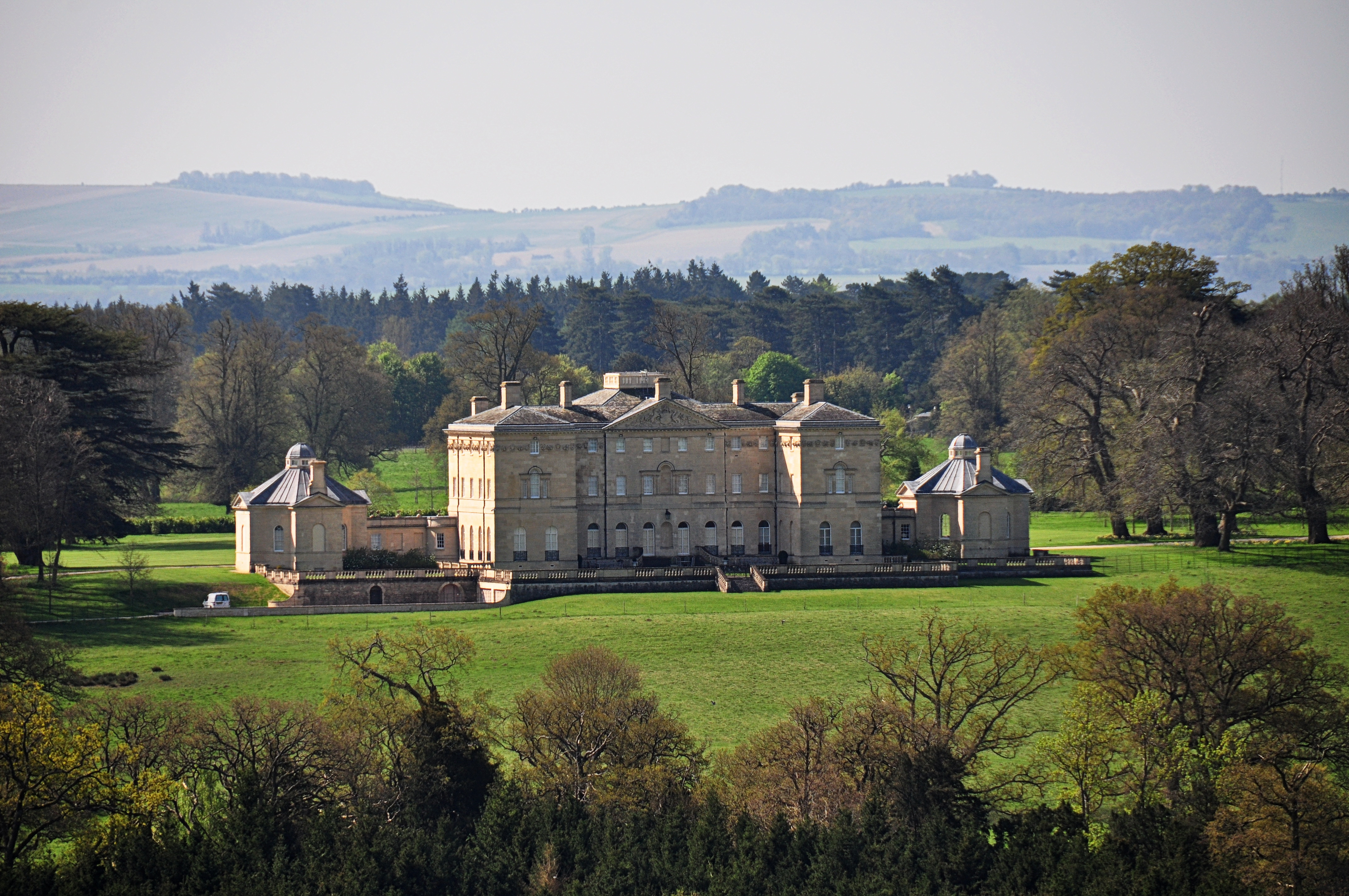
Buckland House, Buckland

consistió en completar el Circus de Bath (su padre murió menos de tres meses después de que se colocó la primera piedra). Su siguiente logro fue el diseño y la construcción de Gay Street para conectar Queen Square y The Circus, los mayores triunfos de su padre.
Wood pasó las siguientes décadas diseñando nuevos edificios, terrazas y piezas arquitectónicas para la ciudad de Bath. Parece que no compartía el interés de su padre en el druidismo y la masonería, pero sus diseños muestran ciertas inspiraciones y temas que reflejan modas y filosofías del siglo XVIII.
Durante la década de 1770, un nuevo estilo neoclásico más severo se puso de moda. Wood hijo fue pionero en este nuevo estilo en edificios como el Hot Bath (construido con el orden dórico), el Royal Crescent y las Salas de la Asamblea de Bath. Estos edificios contrastaban con el estilo más decorado y embellecido preferido por su padre. Mientras que John Wood el Viejo incluyó en The Circus órdenes superpuestas y un friso detallado, el Royal Crescent, diseñado por su hijo, tiene un único orden y una decoración sencilla.
El sitio que Wood eligió para el Royal Crescent también muestra que estaba interesado en crear un diálogo proto-romántico entre sus edificios y el campo circundante. Los edificios y decorados anteriores en Bath eran intensamente urbanos e introspectivos, mientras que Royal Crescent estaba completamente abierto y daba a campos abiertos. Esto no siempre es evidente hoy en día, pero cuando se construyó en 1775, la media luna estaba situada justo al borde de la ciudad, sin edificios cercanos que bloquearan la vista de los residentes del campo. El Royal Crescent se encuentra entre los mejores ejemplos de arquitectura georgiana que se encuentran en el Reino Unido y es un edificio catalogado de Grado I.
Fuera de Bath, sus trabajos más notables incluyen la Buckland House en Buckland, Oxfordshire y la General Infirmary en Salisbury. En 1781 publicó el libro: Una serie de planes para cabañas o habitaciones del obrero, el primer libro de patrones británico para casas de labranza.

## Reputación y evaluación
John Wood el Joven es una figura clave; no solo en la historia de Bath, sino también en la historia de la arquitectura británica del siglo XVIII. Cuando John Wood el Viejo murió, Queen Square y el Circus fueron obras aisladas en Bath. Su hijo conectó estos edificios y luego creó e inspiró un nuevo barrio de la ciudad lleno de elegantes estructuras palladianas y neoclásicas. El estilo limpio y neoclásico de Wood inspiró a otros arquitectos georgianos y de la era Regency en Bath, como John Pinch the Elder, John Pinch the Younger y Thomas Baldwin. El Royal Crescent es su mayor logro y fue uno de los primeros diseños de este tipo. Fue imitado en Bath y también en otras ciudades inglesas como Buxton, Brighton, Bristol y Londres.